# فيل سيمونز
فيل سيمونز (18 أبريل 1963 في ترينيداد وتوباغو - ) (بالإنجليزية: Phil Simmons)‏ هو لاعب كريكت جنوب أفريقي. شارك مع منتخب الهند الغربية للكريكت ومنتخب ترينيداد وتوباغو الوطني للكريكت. أما مع النوادي، فقد لعب مع نادي مقاطعة دورهام للكريكت ‏ ونادي مقاطعة ليسترشاير للكريكت ‏ وBorder (cricket team) ‏ وEasterns (cricket team) ‏.

## وصلات خارجية
- فيل سيمونز على موقع إي آس بي آن كريك إنفو (الإنجليزية)